# Людина і слово
«Людина і слово» (рос. Человек и слово) — анімаційний фільм 1974 року Творчого об'єднання художньої мультиплікації студії Київнаукфільм, режисер — Євген Сивокінь.

## Над мультфільмом працювали
- Автор сценарію і режисер-постановник: Євген Сивокінь
- Художники-постановники: Анатолій Корольов, Євген Сивокінь
- Композитор: Яків Лапинський
- Оператор: Анатолій Гаврилов
- Звукооператор: Ігор Погон
- Редактор: Світлана Куценко
- Художники-мультиплікатори: Наталя Марченкова, Маріна Бондар, Адольф Педан, Євген Сивокінь
- Асистенти: Раїса Лумельська, Володимир Сабліков, Ірина Сергєєва, Юна Срібницька
- Директор картини: Іван Мазепа

## Нагороди
- 1974 — VII Всесоюзний кінофестиваль в Баку: Друга премія в розділі мультиплікаційних фільмів[2]